# Saudade, saudade
«Saudade, saudade» — песня португальской певицы Maro, с которой представляла Португалию на «Евровидение-2022» в Турине, Италия.
«Saudade, saudade» была одной из 20 песен, которые принимали участие в Festival da Canção 2022, национальном отборе Португалии на песенный конкурс «Евровидение-2022». Маро была одним из авторов песен, приглашенных Rádio e Televisão de Portugal (RTP). Композиторы как создали песню, так и выбрали исполнителя для записи. Маро решила быть исполнителем песни, так как по её словам песня: «о моём деде, которого, к сожалению, больше нет с нами, но который продолжает быть неотъемлемой частью меня, и который есть и всегда будет. Поэтому я подумала, что не имеет смысла не петь такую личную песню». Маро и американский музыкант Джон Бланда, один из её лучших друзей, написали песню во время поездки в Бразилию в октябре 2021 года. Вся песня происходит от гитарного рифа Бланды. Затем Маро написала текст поверх мелодии.
«Saudade, saudade» была выпущена в рамках сборника Festival da Canção 2022 21 января 2022 года на Universal Music. Версия для фортепиано под названием «Saudade, saudade (Live in Studio)» была выпущена 7 марта 2022 года.

## Евровидение
4 ноября 2021 года Маро была объявлена автором песен Festival da Canção 2022, национального отбора Португалии на песенный конкурс Евровидение 2022. 21 января 2022 года было объявлено, что Маро исполнит свою песню под названием «Saudade, saudade». Маро участвовала в первом полуфинале 5 марта 2022 года, заняв первое место с 22 баллами после победы в голосовании жюри и второе место в телеголосовании. В финале, который состоялся 12 марта того же года, выиграла отбор, заняв рекорд среди голосования жюри и телеголосования, заняв первое место с 24 баллами, тем самым став представителем Португалии на Евровидении 2022 года.
Песенный конкурс Евровидение 2022 состоялся на Пала-Альпитур в Турине, Италия, и состоял из двух полуфиналов 10 и 12 мая, а затем финала 14 мая 2022 года. Португалия вошла в первый полуфинал, который состоялся 10 мая 2022 года.